# عزام عزام
عزام عزام (ولد عام 1963 في المغار) هو درزي إسرائيلي، أدين في مصر بتهمة التجسس لصالح العدو الإسرائيلي، وسجن لثمان سنوات قبل إطلاقه في صفقة سياسية عام 2004. عمل عزام عزام تحت غطاء تجارة النسيج بين إسرائيل وجمهورية مصر العربية، وهو صاحب شركة دلتا دكستايل ايجيت بمدينة نصر. لكنه اعتقل عام 1996 في القاهرة بتهمة التجسس الصناعي، ومن ثم اتهم بكتابة معلومات بالحبر السري على الملابس الداخلية النسائية وتمريرها للموساد الإسرائيلي.

## المحاكمة
افتتحت محاكمته في 24 أبريل (نيسان) 1997، وأجلت حتى 18 مايو (أيار) حين غاب عن المحاكمة المحامي عن شريكه في التجسس، المصري عماد عبد الحليم إسماعيل، تلقّى محامي عزام عزام، فريد الديب، رسالةً موقعة من 12 محامٍ آخر، أعلنوا فيها أن مرافعة ديب للدفاع عن عزام هو خيانة للوطن، وتلويث للسمعة النضالية لنقابة المحامين المصرية، وطالبته الرسالة بالانضمام للحملة ضد الجاسوس وأن النقابة قد تتخذ إجراءات عقابية بحقه إن أكمل دفاعه.
في جلسة 18 مايو قام ممثل نقابة المحامين بالطلب من المحكمة إعفاء الديب من مهامه الدفاعية، معلنا أن عزام تآمر ضد مصلحة الأمة، المحكمة رفضت الطلب لأن لكل متهم الحق بممثل قانوني، وقام الإدعاء أيضاً بالإعلان عن أن عزام عزام كان عميلاً مباشراً للموساد الإسرائيلي ما يقود إلى حكم الإعدام.

## الإدانة
في يوليو عام 1997، أدين عزام عزام بتهمة التجسس ونقل معلومات عن المنشآت الصناعية المصرية إلى إسرائيل، وحكم عليه بالسجن خمسة عشر عاماً مع الأشغال الشاقة، وحكم على المتهم الآخر عماد عبد الحليم إسماعيل، بخمسةٍ وعشرين عاماً. رفضت إسرائيل التهمة، وأعلنت أن لا علاقة لعزام عزام بأجهزتها الأمنية، وأن لا صفة غير مدنية له في مصر.

## إطلاق سراحه
عام 2004، أوفد رئيس الحكومة الصهيونية السابق ارئيل شارون، رئيس الشاباك (آفي داختر) إلى مصر وبعد مفاوضات مع الرأس الرسمي المصري، أطلق سراح الجاسوس عزام عزام في 5 ديسمبر (كانون أول) 2004، بالمقابل أطلقت إسرائيل سراح ستة طلاب مصريين كانوا اعتقلوا في الأراضي الفلسطينية المحتلة. أصيبت النخب المعارضة المصرية بخيبة أمل من الصفقة الهزيلة، بعد أن كان الاعتقاد السائد أن إسرائيل ستطلق سراح الطلاب الستة للتعويض على قيامها بقتل ثلاثة جنود مصريين على الحدود في 18 تشرين من العام نفسه، لا سيما أن التوقعات اتجهت مسبقاً للمراهنة على صفقة أهم بكثيراً ثمن الجاسوس الإسرائيلي.
حقيقة|بعد العملية، عبر عزام عزام عن امتنانه للحكومة الإسرائيلية، وتوجه إلى أرئيل شارون قائلاً: "أنا أحبك، لقد أخبرت أخي أني إن لم أخرج من السجن على عهدك، فلن أخرج منه أبداً بعدك"، كما نقلت الصحف الإسرائيلية بعد الصفقة عن مصدر حكومي صهيوني قوله أن "شارون ممتن بشدة للرئيس مبارك وللجنرال سليمان (رئيس المخابرات المصرية) لمبادرتهم الإنسانية الطيبة التي ستعزز مستقبلاً من العلاقة بين البلدين".